# Coleophora zelleriella
Coleophora zelleriella é uma espécie de mariposa do gênero Coleophora pertencente à família Coleophoridae.